# Limonia shushna
Limonia shushna är en tvåvingeart som beskrevs av Alexander 1952. Limonia shushna ingår i släktet Limonia och familjen småharkrankar. Inga underarter finns listade i Catalogue of Life.